# تحرير لاحق
التحرير اللاحق، هو عملية تحسين النصوص المترجمة آليًا والتي تتطلب حدًا أدنى من المجهود اليدوي في الترجمة، ويسمى الشخص الذي يجري التحرير اللاحق بالمحرر اللاحق للنصوص المترجمة آليًا. يرتبط مفهوم التحرير اللاحق بالتحرير السابق، فأثناء عملية ترجمة نص
آليًا، يمكن ترجمة النصوص بشكل أفضل من خلال التحرير السابق للنص الأصلي وذلك باستخدام أنماط لغوية محددة، ومن ثم إجراء تحرير لاحق للنص المترجم. ويختلف التحرير اللاحق عن التحرير المتعلق بعملية تحسين النص المترجم بشريًا والذي يعرف عادة في مجال الترجمة بالمراجعة. ويمكن مراجعة النص الذي خضع للتحرير اللاحق فيما بعد للتأكد من دقة خيارات اللغة، أو تدقيقه إملائيًا لتصحيح الأخطاء البسيطة.
يتضمن التحرير اللاحق تصحيح النص المترجم آليًا, للتأكد من أنه يرقى لمستوى الجودة الذي تم الاتفاق عليه مسبقا بين العميل والمحرر اللاحق للنصوص. ويهدف التحرير اللاحق البسيط إلى جعل النص مفهومًا، بينما يهدف التحرير الكامل إلى جعله مناسبًا من حيث الأسلوب أيضًا. ومع تطور الترجمة الآلية، أصبح التحرير اللاحق الكامل بديلا عن الترجمة اليدوية، وهنالك عدد من الأدوات البرمجية التي تساعد في عملية التحرير اللاحق للنصوص المترجمة آليًا ويشمل ذلك جوجل أدوات المترجم، وأس دي أل ترادوس، أنبابل [الإنجليزية]، و سيستران [الإنجليزية].

## التحرير اللاحق للنصوص والترجمة الآلية
انتقل استخدام الترجمة الآلية من معامل الترجمة ليبدأ استخدامها في نطاق الحياة العملية في أواخر السبعينات في بعض المؤسسات الكبرى مثل: المفوضية الأوروبية، ومنظمة الصحة للبلدان الأمريكية، ومن ثم في بعض الشركات مثل كاتر بيلار، وجنرال موتورز. وقد ظهرت أولى الدراسات عن التحرير اللاحق للنصوص في ثمانينات القرن العشرين، حيث كانت مرتبطة بتلك التطبيقات، وأسس أعضاء من جمعية الترجمة الآلية في الأمريكتين (AMTA)، والجمعية الأوروبية للترجمة الآلية (EAMT) [الإنجليزية] مجموعة معنية بالتحرير اللاحق في عام 1999 من أجل وضع إرشادات ملائمة وتقديم تدريب مناسب في هذا المجال.
وعقب فترة التسعينات، أدى تطور مجال الحاسوب والاتصالات إلى تطوير الترجمة الآلية بشكل سريع وطال هذا التطور متصفح الويب حيث شمل ذلك اضافات مفيدة ومجانية لمحركات البحث الرئيسة مثل ترجمة جوجل Google Translate، ومترجم بينغBing Translator
وسمكة بابل (موقع)، Babel Fish. وصحب القبول الواسع للترجمة الآلية الأقل احترافًا تقبلا أكثر لممارسة التحرير اللاحق. وتتوقع هيئات متخصصة في مجال الترجمة مثل جمعية مستخدمي الترجمة الآلية (TAUS) أن تلعب الترجمة الآلية والتحرير اللاحق للنصوص دورًا أكبر خلال السنوات القليلة المقبلة بسبب الحاجة المتسارعة إلى توطين السلع والخدمات والتي لا يمكن تلبيتها من خلال الترجمة البشرية، ولا حتى بمساعدة ذاكرة الترجمة وتقنيات إدارة الترجمة الأخرى.

## التحرير اللاحق للنصوص المترجمة آليا (البسيط والكامل)
وضعت الدراسات في فترة الثمانينات تصنيفا لمستويات التحرير اللاحق، فتم في البداية تصنيفه في إطار خدمات المفوضية الأوروبية للترجمة على أنه اعتيادي وسريع أو أنه كامل وسريع، ولكن يبدو أن التصنيف الذي أصبح أكثر شيوعا واستخداما في الوقت الحاضر هو البسيط والكامل.
التحرير اللاحق البسيط للترجمة الآلية هو الحد الأدنى من التغيير في محتوى النص والذي يقوم به المحرر اللاحق بالقدر الذي يُمكِن الشخص المستفيد من فهم النص، حيث أنه من المتوقع أن يستخدم العميل هذا النص في نطاق عمله الداخلي فقط وغالبا عندما تكون الترجمة مطلوبة بصورة عاجلة، أو عندما يكون الوقت المتاح لديه قصيرًا.
التحرير اللاحق الكامل للترجمة الآلية يتطلب قدرا أكبر من التغيير في محتوى النص لتحقيق مستوى من الجودة، وكذلك إجراء التفاوض بين العميل والمحرر اللاحق. والمتوقع هنا أن النص المترجم في نسخته النهائية لن يكون نصا مفهوما فحسب، بل ومناسبًا من حيث الأسلوب، وعليه يمكن نشره وتوزيعه في نطاق الأعمال الداخلية والخارجية للمؤسسة.
الهدف النهائي للتحرير اللاحق الكامل للترجمة الآلية هو الوصول إلى مستوى من الجودة لا يمكن فيه للمرء أن يميز بينه وبين الترجمة البشرية، وتشير بعض الفرضيات إلى أن المترجمين يقضون وقتا أقل عند ترجمتهم مباشرة من النص المصدر بدلا من القيام بالتحرير اللاحق لنص مترجم آليًا، وبفضل التقدم في الترجمة الآلية فإن هذا الوضع قد يتغير فقد أصبح بعض العملاء يطلبون من المترجمين أن يقوموا بالتحرير اللاحق للترجمة بدلأً من البدء في الترجمة من الصفر، وذلك لاعتقادهم بأنهم سيحصلون على نفس مستوى الجودة بتكلفة أقل، وتكونت هذه النظرة بسبب الحاجة لترجمة بعض أزواج اللغات وبعض أنواع النصوص وأيضًا بفضل التقدم التكنولوجي في محركات الترجمة التي تم برمجتها في مجالات معينة لتوفر بيانات ذات نوعية جيدة.
إن تصنيف التحرير اللاحق للترجمة الآلية (البسيط والكامل) الذي تطور في التسعينات عندما كانت برامج الترجمة الآلية تأتي في أقراص مدمجة، قد لا يتناسب مع التطورات الحاصلة في الترجمة الآلية حتى على مستوى التحرير اللاحق البسيط، أما بالنسبة لأزواج اللغات وبعض النصوص، وخاصة إذا كان مصدر النص قد تم تحريره من قبل فإن النسخة الأولية للترجمة تعتبر جيدة بما فيه الكفاية لصياغة الفكرة الأساسية دون الحاجة إلى القيام بتعديلات بشرية لاحقة.

## كفاءة التحرير اللاحق
يستخدم التحرير اللاحق عندما تكون الترجمة الآلية الأولية غير جيدة بما فيه الكفاية والترجمة البشرية غير مطلوبة. وينصح العاملون في هذا المجال بأن يتم استخدام التحرير اللاحق عندما تكون الإنتاجية فيه أفضل بمرتين من الترجمة اليدوية، وربما تصل إلى أربعة أضعاف في حالة التحرير اللاحق البسيط.
وعلى أي حال، فإنه يصعب التنبؤ بكفاءة التحرير اللاحق. وقد أظهرت الدراسات المختلفة للباحثين في الأوساط الأكاديمية والعاملين في هذا المجال أن التحرير اللاحق عموما أسرع من الترجمة من الصفر بغض النظر عن أزواج اللغات وخبرة المترجمين. ولا يوجد مع ذلك رأي جامع حول الوقت الذي يمكن توفيره عند استخدام التحرير اللاحق من الناحية العملية، فبينما تشير التقارير في هذا المجال أن نسبة الوقت الذي يمكن توفيره يبلغ حوالي 40%، فإن بعض الدراسات الأكاديمية تشير إلى أن توفير الوقت في ظل ظروف عمل واقعية من المرجح أن يكون بين 15- 20٪.

## التحرير اللاحق وصناعة اللغة
بالرغم من مرور حوالي ثلاثين عامًا على ظهور التحرير اللاحق، إلا أنه ما يزال يعتبر تخصصًا حديثًا فلم يتم بعد دراسة التصور المناسب عن المحرر اللاحق بصورة كاملة. ويتداخل التحرير اللاحق بشكل جزئي فقط مع الترجمة ومع التحرير بمفهومه العام، فيعتقد الأغلبية أن المحرر اللاحق المثالي هو المترجم الذي يحرص على أن يتم تدريبه على ما هو مطلوب منه من مهارات محددة، ولكن هنالك أيضا من يعتقد أن الشخص ثنائي اللغة والذي ليس لديه خلفية عن الترجمة يكون من الأسهل تدريبه. ولا يُعرف الكثير عن طبيعة المحررين اللاحقين وعما إذا كانوا موظفين يعملون من منازلهم أو يعملون لحسابهم الخاص، ولا ما هية الظروف التي يعملون فيها. 
ولا توجد أرقام واضحة عن الحيز الذي يشغله التحرير اللاحق في مجال الترجمة، وقد أظهر مسح أجري مؤخرا أن 50٪ من مقدمي خدمات اللغة يعرضون خدمة التحرير اللاحق، ولكن 85٪ منهم ينجزون أقل من 10٪ من إجمالي النصوص المطلوب تحريرها. وقام موقع أنبابل (Unbabel) متمثلا بمجموعة العاملين في خدمات التحرير اللاحق للترجمة، بترجمة أكثر من 11.000.000 كلمة في نوفمبر 2014.
تعتبر تقديرات حجم العمل في هذا المجال ومدى الإنتاجية أهدافا متغيرة وفق التطور الحاصل في الترجمة الآلية حيث يتم رفد محركات الترجمة بالنصوص المحررة (لاحقا)، وعليه يمكن القول أن العلاقة بين التحرير اللاحق والترجمة الآلية هي علاقة طردية فكلما زادت عمليات التحرير اللاحق، زادت جودة الترجمة الآلية وأصبحت عمليات التحرير اللاحق أكثر انتشارًا.